# ラフ・ナイト 史上最悪!?の独身さよならパーティー
『ラフ・ナイト 史上最悪!?の独身さよならパーティー』（ラフナイト しじょうさいあくのどくしんさよならパーティ、Rough Night）は2017年のアメリカ合衆国のコメディ映画。監督はルシア・アニエロ、主演はスカーレット・ヨハンソンが務めた。
本作は日本国内において劇場公開されなかったが、2018年1月10日にDVDが発売された。

## ストーリー
ジェス、アリス、フランキー、ブレアの4人は学生時代からの友人であった。ジェスが婚約者のピーターと結婚するのを祝うべく、4人は久々に顔を合わせることとなった。アリスは週末にマイアミでバチェロレッテ・パーティーを開くことにした。そのパーティーには、ジェスがオーストラリア留学中に知り合ったピッパも参加することになった。クラブでのパーティーは大いに盛り上がり、5人は男性ストリッパーを呼んだ。ストリッパーがジェスに馴れ馴れしく接するのを見たアリスは、親友を取られた嫉妬、薬物による高揚、鍛え上げられた肉体を見た性欲の入り混じった暴走の余り、彼にのしかかってしまう。不幸なことに、その衝撃でストリッパーは暖炉に頭を強打して亡くなった。5人が今後の対応について話し合っていると、ジェスの携帯にピーターからの電話がかかってきた。ジェスはピーターに「ストリッパーをパーティーに呼んだのだが、ちょっとまずいことがあったの」と言った。それを聞いたピーターはジェスが自分と別れようとしていると勘違いし、彼女を引き留めるべくマイアミへ急行した。
5人は新しい携帯を購入し、その電話からブレアの叔父（弁護士）に電話を掛けることにした。話を聞いた彼は「取りあえずその場から死体を隠しなさい。死体が見つかったら、最低でも15年は牢屋行きだ」と5人に言った。その話を聞いて震え上がった5人は、死体を海に捨てることに。死体を遺棄した後、隣の家の防犯カメラが自分たちの犯行の様子を撮影していたことに気が付いた。そこで、ブレアが監視カメラを設置してある家の住人を誘惑し一夜を共にしたが、防犯カメラは作動していないダミーカメラだった。ほっと一息ついた5人だったが、海に捨てたはずの死体が浜辺に打ち上げられていた。
5人が死体を始末する方法を思いつけない中、遂に警察が動き始めた。

## キャスト
※括弧内は日本語吹き替え。
- ジェス: スカーレット・ヨハンソン（佐古真弓）

上院議員を志望している。
- ピッパ: ケイト・マッキノン（鶏冠井美智子）

ジェスの友人。人種差別の問題にこだわっている。
- アリス: ジリアン・ベル（野々目良子）

教師。ジェスの親友。
- フランキー: イラナ・グレイザー（英語版）（村松凪）

同性愛者。ブレアと付き合っていた。
- ブレア: ゾーイ・クラヴィッツ（田中杏沙）

離婚歴のある女性。一人息子がいる。
- ピーター: ポール・W・ダウンズ（英語版）（青木崇）

ジェスの婚約者。
- リア: デミ・ムーア（きそひろこ）

マイアミに住む女性。
- ピエトロ: タイ・バーレル

マイアミに住む男性。
- スコッティ: コルトン・ヘインズ
- ジョー: ハサン・ミンハージ（英語版）
- フレイジャー刑事: ディーン・ウィンタース
- ジェイ: ライアン・クーパー
- ルイス刑事: エンリケ・ムルシアーノ
- ラヴィヴ: カラン・ソーニ
- トビー: ボー・バーナム
- ジェイク: エリック・アンドレ（英語版）
- ボブ・ザ・ドラッグクイーン（英語版）: 本人

## 製作
ルシア・アニエロとポール・W・ダウンズが執筆した脚本は『Move That Body』のタイトルで2015年のブラックリスト (映画化されていない脚本を対象とした人気投票) にランクインし、多くのスタジオがその映画化権を巡って競争を繰り広げた。2015年6月22日、ソニー・ピクチャーズが本作の映画化権を獲得したと発表した。12月15日、スカーレット・ヨハンソンが本作に出演すると報じられた。2016年4月28日には、ゾーイ・クラヴィッツの出演が決まった。5月2日、ケイト・マッキノン、ジリアン・ベル、イラナ・グレイザーが本作に出演すると報じられた。8月にはデミ・ムーア、タイ・バーレル、コルトン・ヘインズの出演が決まった。9月にはエンリケ・ムルシアーノとハサン・ミンハージの出演が決まった。
2016年8月、本作の主要撮影がニューヨーク州サドル・ロックで始まった。9月26日には、同州のマウントバーノンでの撮影が行われた。

## 公開
当初、本作は2017年6月23日に全米公開される予定だったが、後に公開日が同年6月16日に前倒しされることとなった。

### 興行収入
本作は『オール・アイズ・オン・ミー』、『カーズ/クロスロード』、『海底47m』と同じ週に公開され、公開初週末に1000万ドルから1400万ドルを稼ぎ出すと予想されていたが、実際の数字はこれを下回るものであった。2017年6月16日、本作は全米3162館で封切られ、公開初週末に800万ドルを稼ぎ出し、週末興行収入ランキング初登場7位となった。

## 評価
本作は批評家からまずまずの評価を受けている。映画批評集積サイトのRotten Tomatoesには101件のレビューがあり、批評家支持率は50%、平均点は10点満点で5.5点となっている。サイト側による批評家の見解の要約は「『ラフ・ナイト 史上最悪!?の独身さよならパーティー』に出演しているスターたちは幾許かの笑いを生み出してはいる。しかし、彼女たちの才能は、この騒がしいコメディ映画―しかも、笑いをとれるチャンスを何回も逃している―で適切に使われていない。」となっている。また、Metacriticには36件のレビューがあり、加重平均値は52/100となっている。なお、本作のCinemaScoreはC+となっている。